# Gary Conway

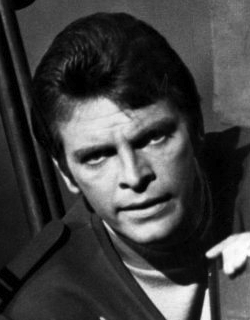
Gary Conway (1969 circa)

Gary Conway, nato Gareth Monello Carmody (Boston, 4 febbraio 1936), è un attore, sceneggiatore e imprenditore statunitense.

## Biografia
Nato in Massachusetts, ha esordito nel 1957 nel film La strage di Frankenstein. Negli anni seguenti ha recitato tra l'altro in Bourbon Street Beat, La leggenda vichinga e How to Make a Monster. 
Dopo aver interpretato ruoli secondari in altre serie TV, nel periodo 1963-1965 ottiene il successo interpretando il Det. Tim Tilson nella serie La legge di Burke. Nel biennio 1968-1970 è il Cap. Steve Burton in un'altra serie, ossia La terra dei giganti.
Negli anni '70 recita anche in alcuni film tra cui Il reduce (1977) e Una volta non basta (1975). Ha posato sulla rivista Playgirl.
Da sceneggiatore ha scritto Over the Top (1987), Guerriero americano 2 - La sfida (1987), Guerriero americano 3 - Agguato mortale (1989) e Woman's Story (2000). Di questo'ultimo film è anche regista.
Dagli anni '80 è praticamente fuori dalle scene come attore, eccezion fatta per alcuni ruoli in film da lui scritti (Guerriero americano 2 - La sfida, Woman's Story).
Per molti anni è stato sposato con Marian McKnight, Miss America 1957. I due si sono conosciuti alla UCLA e hanno avuto due figli.

## Filmografia parziale

### Cinema
- La strage di Frankenstein (I Was a Teenage Frankenstein), regia di Herbert L. Strock (1957)
- La leggenda vichinga (The Saga of the Viking Women and Their Voyage to the Waters of the Great Sea Serpent), regia di Roger Corman (1957)
- How to Make a Monster, regia di Herbert L. Strock (1958)
- I giovani fucili del Texas (Young Guns of Texas), regia di Maury Dexter (1962)
- Pistola nera - Spara senza pietà (Black Gunn), regia di Robert Hartford-Davis (1972)
- Una volta non basta (Once Is Not Enough), regia di Guy Green (1975)
- Il reduce (The Farmer), regia di David Berlatsky (1977)
- Guerriero americano 2 - La sfida (American Ninja 2: The Confrontation), regia di Sam Firstenberg (1987)
- Un poliziotto per amico (Liberty & Bash), regia di Myrl A. Schreibman (1989)

### Televisione
- Surfside 6 – serie TV, episodio 1x01 (1960)
- Indirizzo permanente (77 Sunset Strip) – serie TV, 2 episodi (1960)
- Maverick – serie TV, episodio 4x09 (1960)
- Bourbon Street Beat – serie TV, episodio 1x39 (1960)
- Hawaiian Eye – serie TV, episodi 1x21-2x16-2x24 (1960-1961)
- Colombo (Columbo) – serie TV, episodio 3x02 (1973)